# Göthe Maxe
Göthe Valter Maurice Maxe, född 3 juni 1932 i Örebro, död 7 november 2021 i Nacka, var en svensk skådespelare.

## Biografi
Maxe var son till järnarbetaren August Harald Maxe och hans hustru Valborg Matilda, född Krona. Han började sin karriär som kuplettsångare vid elva års ålder och turnerade i folkparkerna, i ett program tillsammans med Thor Modéen. Han fick sin utbildning vid Manja Benkows teaterskola i Stockholm. Därefter var han verksam vid Åbo Svenska Teater, Stockholms stadsteater och Riksteatern. Han tillhörde den första ensemblen i Riksteaterns Örebroensemble. Senare har han varit verksam vid Skånska Teatern, Folkteatern i Gävleborg, Malmö stadsteater och Helsingborgs stadsteater.
Efter pensioneringen var han verksam som diabetesinformatör på Stockholms sjukhus. De sista åren bodde han på Danvikshems äldreboende i Nacka. Han var öppet homosexuell.

## Filmografi

### Film
| År   | Roll                        | Produktion                       | Noter |
| ---- | --------------------------- | -------------------------------- | ----- |
| 1969 | Vaktkonstapel på Långholmen | Ni ljuger                        |       |
| 1970 | Ingenjör                    | Grisjakten                       |       |
| 1997 | Gatsoparen                  | Nattbuss 807                     |       |
| 2003 | Biskopen                    | Miffo                            |       |
| 2003 | Chefredaktör Olsson         | Kommer du med mig då             |       |
| 2016 | Hjalmar Lundbohm            | Ester Blenda - wallraffande piga |       |

### TV
| År   | Roll                    | Produktion                   | Noter                |
| ---- | ----------------------- | ---------------------------- | -------------------- |
| 1961 | Poeten                  | Poeten och kejsaren          | TV-teater            |
| 1965 | En främling Gutta Perka | Galenpannan                  | TV-teater            |
| 1983 | Rörmokaren              | Mannen som inte vågade frysa | TV-film              |
| 1997 | Professor Larsson       | Skärgårdsdoktorn             | TV-serie Avsnitt 1:6 |

## Teater

### Roller
| År   | Roll                                                                       | Produktion | Regi                           | Teater                    |
| ---- | -------------------------------------------------------------------------- | --- | ------------------------------ | ------------------------- |
| 1957 | Fiffiga Frippe                                                             | Fiffiga Frippe och kungen                                                                                                 | Lasse Karlsson                 | S:t Görans barnteater     |
| 1957 |                                                                            | Arvtagerskan (The Heiress) Ruth och Augustus Goetz                                                                        | Bengt Lagerkvist               | Bygdeteatern              |
| 1962 | Nathan Detroit                                                             | Änglar på Broadway (Guys and Dolls) Frank Loesser, Joe Swerling och Abe Burrows                                           | Ralf Långbacka                 | Åbo Svenska Teater        |
| 1963 | Påfvelsson Kommendant                                                      | Lax, lax, lerbak Alf Henrikson                                                                                            | Carl-Johan Ström               | Stockholms stadsteater    |
| 1964 | Furiren 1:e polis                                                          | Han hade två pistoler med svarta och vita ögon (Aveva due pistole con gli occhi bianchi e neri) Dario Fo                  | Hans Dahlin                    | Stockholms stadsteater    |
| 1964 | Brahim Felton M'barek                                                      | Skärmarna (Les Paravents) Jean Genet                                                                                      | Per Verner-Carlsson            | Stockholms stadsteater    |
| 1964 | Pliny, minister                                                            | Karusellen (The Apple Cart) George Bernard Shaw                                                                           | Georg Funkquist                | Stockholms stadsteater    |
| 1964 | Ede                                                                        | Tolvskillingsoperan (Die Dreigroschenoper) Bertolt Brecht och Kurt Weill                                                  | Hans Dahlin                    | Stockholms stadsteater    |
| 1965 | Fånge 10                                                                   | Buren (The Brig) Kenneth Brown                                                                                            | Sten Lonnert                   | Stockholms stadsteater    |
| 1967 | Karl Zimmermann                                                            | Två små fåglar (Karl III. und Anna von Österreich) Manfried Rössner                                                       | Leif Amble-Næss                | Pionjärteatern            |
| 1967 | Estragon                                                                   | Godot har kommit (Godo je došao) Miodrag Bulatović                                                                        | Monica Lindberg                | Marsyasteatern            |
| 1968 | Don Perlimplin                                                             | Don Perlimplins kärlek till den vita Belisa (Amor de don Perlimplín con Belisa en su jardín) Federico Garcia Lorca        | Maja Thulin                    | Pionjärteatern            |
| 1968 | Medverkande                                                                | Det är bra, det är bra..., revy Carl-Johan Seth                                                                           | Carl-Johan Seth Birgitta Särnö | Marsyasteatern            |
| 1968 |                                                                            | Cirkusmysteriet Cannie Möller                                                                                             | Cannie Möller                  | Marsyasteatern            |
| 1969 | Waight                                                                     | Tack för att ni kom, Mister Pike (White Man, Black Man, Yellow Man, Chief) Edward Hagopian                                | Silvija Bardh                  | Marsyasteatern            |
| 1969 | Andre herrn Läkaren                                                        | Strip-tease Karol Slawomir Mrozek                                                                                         | Silvija Bardh                  | Marsyasteatern            |
| 1970 | Andrew Hunter                                                              | En flicka på gaffeln (There's a Girl in My Soup) Terence Frisby                                                           | Bengt Blomgren                 | Riksteatern               |
| 1970 |                                                                            | Nyköpings gästabud Ivar Schnell                                                                                           | Curt Broberg                   | Nyköpingshus              |
| 1970 | Billing                                                                    | En folkefiende Henrik Ibsen                                                                                               | Tom Lagerborg                  | Örebroensemblen           |
| 1970 |                                                                            | Skandalen Lars Björkman                                                                                                   | Kåre Santesson                 | Örebroensemblen           |
| 1971 |                                                                            | Kropp Bengt Ahlfors | Peter Flack                    | Örebroensemblen           |
| 1971 |                                                                            | Alfredo, Bobo och jag | Peter Flack                    | Örebroensemblen           |
| 1972 |                                                                            | Pampen Lars Björkman | Stig Ossian Eriksson           | Örebroensemblen           |
| 1972 | Moricet                                                                    | Herrn går på jakt (Monsieur chasse!) Georges Feydeau                                                                      | Peter Flack                    | Örebroensemblen           |
| 1972 | Jupiter                                                                    | Amfitryon (Amphitryon!) Peter Hacks                                                                                       | Tom Lagerborg                  | Örebroensemblen           |
| 1973 | Förste guden Lin To Kyparen                                                | Den goda människan i Sezuan (Der gute Mensch von Sezuan) Bertolt Brecht                                                   | Jan Håkansson                  | Örebroensemblen           |
| 1973 | Podkolesin                                                                 | Bröllopsbesvär eller Friare kan ingen vara (Женитьба, Zhenit'ba) Nikolaj Gogol                                            | Lennart Kollberg               | Pionjärteatern            |
| 1973 |                                                                            | Karabinjärerna (I Carabinieri) Beniamino Joppolo                                                                          | Lennart Kollberg               | Pionjärteatern            |
| 1974 | Prästen                                                                    | Frihet i Bremen (Bremer Freiheit) Rainer Werner Fassbinder                                                                | Tom Lagerborg                  | Örebroensemblen           |
| 1974 | Nicolas de Picardie                                                        | Villon (The Judgement of François Villon) Herbert Edward Palmer                                                           | Tom Lagerborg                  | Örebroensemblen           |
| 1975 |                                                                            | Och så kom det en gosse! Carl Hammarén                                                                                    | Peter Flack                    | Örebroensemblen           |
| 1975 | Hitler En individ Militärläkaren                                           | Svejk i andra världskriget (Schweyk im zweiten Weltkrieg) Bertolt Brecht                                                  | Claes Lundberg                 | Örebroensemblen           |
| 1975 | Lenox                                                                      | Macbeth William Shakespeare                                                                                               | Claes Lundberg                 | Örebroensemblen           |
| 1975 | Sizwe Bansi                                                                | Den sanna bilden (Sizwe Banzi Is Dead) Athol Fugard                                                                       | Claes Lundberg                 | Örebroensemblen           |
| 1976 | Herr Bodén                                                                 | Noshörningen (Le rhinocéros) Eugène Ionesco                                                                               | Barbro Larsson                 | Örebroensemblen           |
| 1976 | Konsul Karsten Bernick                                                     | Samhällets stöttepelare (Samfundets støtter) Henrik Ibsen                                                                 | Claes Lundberg                 | Örebroensemblen           |
| 1977 | Viggo Schiwe                                                               | Tribadernas natt Per Olov Enquist                                                                                         | Jan Håkansson                  | Örebroensemblen           |
| 1978 | Lucio, en slarver                                                          | Lika för lika (Measure for Measure) William Shakespeare                                                                   | Claes Lundberg                 | Örebroensemblen           |
| 1978 | Treenighets-Moses                                                          | Mahagonny (Aufstieg und Fall der Stadt Mahagonny) Bertolt Brecht och Kurt Weill                                           | Torsten Sjöholm                | Örebroensemblen           |
| 1979 | Fru Pernelle                                                               | Tartuffe (Tartuffe, ou l'Imposteur) Molière                                                                               | Pierre Fränckel                | Örebroensemblen           |
| 1979 | Herr van Daan                                                              | Anne Franks dagbok (The Diary of Anne Frank) Frances Goodrich och Albert Hackett                                          | Claes Sylwander                | Helsingborgs stadsteater  |
| 1979 | Avram                                                                      | Spelman på taket (Fiddler on the Roof) Jerry Bock, Sheldon Harnick och Joseph Stein                                       | Edith Roger                    | Helsingborgs stadsteater  |
| 1980 | Advokat Craven                                                             | Rävspel (Sly Fox) Larry Gelbart                                                                                           | Per Møller-Nielsen             | Helsingborgs stadsteater  |
| 1980 | Silvergrå                                                                  | Wärdshuset Haren och Vråken Lars Forssell                                                                                 | Hans Polster                   | Helsingborgs stadsteater  |
| 1980 | Kassler                                                                    | I vackra drömmars land Lars Björkman                                                                                      | Claes Sylwander                | Helsingborgs stadsteater  |
| 1981 | Jepichodov                                                                 | Körsbärsträdgården (Вишнёвый сад, Visjnjovyj sad) Anton Tjechov                                                           | Gustaf Elander                 | Helsingborgs stadsteater  |
| 1981 | Läkaren                                                                    | Every Good Boy Deserves Favour Tom Stoppard och André Previn                                                              | Claes Sylwander                | Helsingborgs stadsteater  |
| 1982 | Direktören Johan Karlsson Jakob Lykke                                      | På jorden knappt leva vi få: Den heliga familjen Sångare! Vägen till Kanaan! Rudolf Värnlund                              | Peter Oskarson                 | Skånska Teatern           |
| 1982 | Werner Michelsberg                                                         | Läkare (Ärztinnen) Rolf Hochhuth                                                                                          | Lars Svenson                   | Helsingborgs stadsteater  |
| 1983 | Kommissarien                                                               | Den girige (L'Avare ou l'École du mensonge) Molière                                                                       | Hans Polster                   | Helsingborgs stadsteater  |
| 1984 |                                                                            | Makten och ärligheten Lars Forssell                                                                                       | Peter Oskarson                 | Folkteatern i Gävleborg   |
| 1985 | Glasmästaren                                                               | Ett litet drömspel Staffan Westerberg                                                                                     | Finn Poulsen                   | Folkteatern i Gävleborg   |
| 1985 |                                                                            | Ett drömspel August Strindberg                                                                                            | Peter Oskarson                 | Folkteatern i Gävleborg   |
| 1985 |                                                                            | Berättarverkstan William Shakespeare                                                                                      | Ronny Danielsson               | Malmö stadsteater         |
| 1985 | Kommissarie Stedna                                                         | Maratondansen (They Shoot Horses, Don't They?) Horace McCoy                                                               | Örjan Herlitz                  | Länsteatern i Örebro      |
| 1986 | Kung Lear                                                                  | Kung Lear (King Lear) William Shakespeare                                                                                 | Claes Lundberg                 | Malmö stadsteater         |
| 1986 | Niklas Botten                                                              | En midsommarnattsdröm (A Midsummer Night's Dream) William Shakespeare                                                     | Marianne Rolf                  | Malmö stadsteater         |
| 1987 | Bob Collier                                                                | Mamma älskar dig... (Homefront) James Duff                                                                                | Lars Svenson                   | Helsingborgs stadsteater  |
| 1987 | Salman                                                                     | Den politiske kocken August Blanche                                                                                       | Palle Granditsky               | Helsingborgs stadsteater  |
| 1987 | Kattong                                                                    | Hittebarnet August Blanche                                                                                                | Palle Granditsky               | Helsingborgs stadsteater  |
| 1988 |                                                                            | Straffmyndig (Strafmündig) Gert Heidenreich                                                                               | Hans Polster                   | Helsingborgs stadsteater  |
| 1988 | Charlie                                                                    | Panget (The Foreigner) Larry Shue                                                                                         | Lars Svenson                   | Helsingborgs stadsteater  |
| 1989 | Serebrjakov                                                                | Onkel Vanja (Дядя Ваня, Djadja Vanja) Anton Tjechov                                                                       | Palle Granditsky               | Helsingborgs stadsteater  |
| 1989 | Springpojke Direktörsfrun Presentatör Alfen Döden En Fru Larsson Cyklisten | Melodien som kom bort (Melodien, der blev væk) Kjeld Abell, Sven Mölle Kristensen, Bernhard Christensen och Herman Koppel | Karin Parrot-Jonzon            | Helsingborgs stadsteater  |
| 1990 | Halvard Solness                                                            | Byggmästare Solness (Bygmester Solness) Henrik Ibsen                                                                      | Marianne Rolf                  | Helsingborgs stadsteater  |
| 1990 | Major Powell                                                               | Förvillande lik (Busybody) Jack Popplewell                                                                                | Stig Olin                      | Helsingborgs stadsteater  |
| 1990 |                                                                            | Romeo och Juliet (The Tragedy of Romeo and Juliet) William Shakespeare                                                    | Finn Poulsen                   | Unga Riks                 |
| 1991 | Rocky                                                                      | Maratondansen (They shoot horses, don't they?) Horace McCoy                                                               | Tom Lagerborg                  | Helsingborgs stadsteater  |
| 1992 | Paddy                                                                      | Den ludna gorillan (The Hairy Ape) Eugene O'Neill                                                                         | Håkan Lindhé                   | Helsingborgs stadsteater  |
| 1992 | Enrique Advokaten                                                          | Hustruskolan (L'école des femmes) Molière                                                                                 | Hans Polster                   | Helsingborgs stadsteater  |
| 1992 | Giles Corey                                                                | Häxjakten (The Crucible) Arthur Miller                                                                                    | Håkan Lindhé                   | Helsingborgs stadsteater  |
| 1993 | Trollungen                                                                 | Sagan om bortbytingen Selma Lagerlöf                                                                                      | Finn Poulsen                   | Uppsala stadsteater       |
| 1993 | Aleksandr Vladimirovitj Serebrjakov                                        | Onkel Vanja (Дядя Ваня, Djadja Vanja) Anton Tjechov                                                                       | Joachim Siegård                | Boulevardteatern          |
| 1994 | Alex far                                                                   | A Clockwork Orange Anthony Burgess                                                                                        | Dag Norgård                    | Norrbottensteatern        |
| 1996 |                                                                            | Stormen (The Tempest) William Shakespeare                                                                                 | Guðjón Pedersen                | Riksteatern               |
| 1997 | Pozzo                                                                      | I väntan på Godot (En attendant Godot) Samuel Beckett                                                                     | Kim Dambæk                     | Dalateatern               |
| 1997 | Lazar Wolf                                                                 | Spelman på taket (Fiddler on the Roof) Jerry Bock, Sheldon Harnick och Joseph Stein                                       | Georg Malvius                  | Stockholms stadsteater    |
| 1999 |                                                                            | Thérèse Raquin Émile Zola                                                                                                 | Sisela Lindblom                | Boulevardteatern          |
| 2000 |                                                                            | Att tukta en argbigga (The Taming of the Shrew) William Shakespeare                                                       | Pontus Plaenge                 | Shakespeare på Gräsgården |

## Radioteater
| År   | Roll   | Produktion                                                           | Regi            |
| ---- | ------ | -------------------------------------------------------------------- | --------------- |
| 1971 |        | Pampen Lars Björkman                                                 | Lars Björkman   |
| 1973 |        | Stanislaus och prinsessan (Stanislaus and the Princess) Lee Torrance | Tom Lagerborg   |
| 1975 |        | Bye bye blues James Saunders                                         | Tom Lagerborg   |
| 1992 | Carrar | Chopins piano (Chopin's Piano) David Zane Mairowitz                  | Göran Stangertz |